# جربارة برتقالية
جربارة برتقالية (الاسم العلمي:Gerbera aurantiaca) هي نوع من النباتات تتبع جنس الجربارة من الفصيلة النجمية.